# Wilhelm Dörpfeld

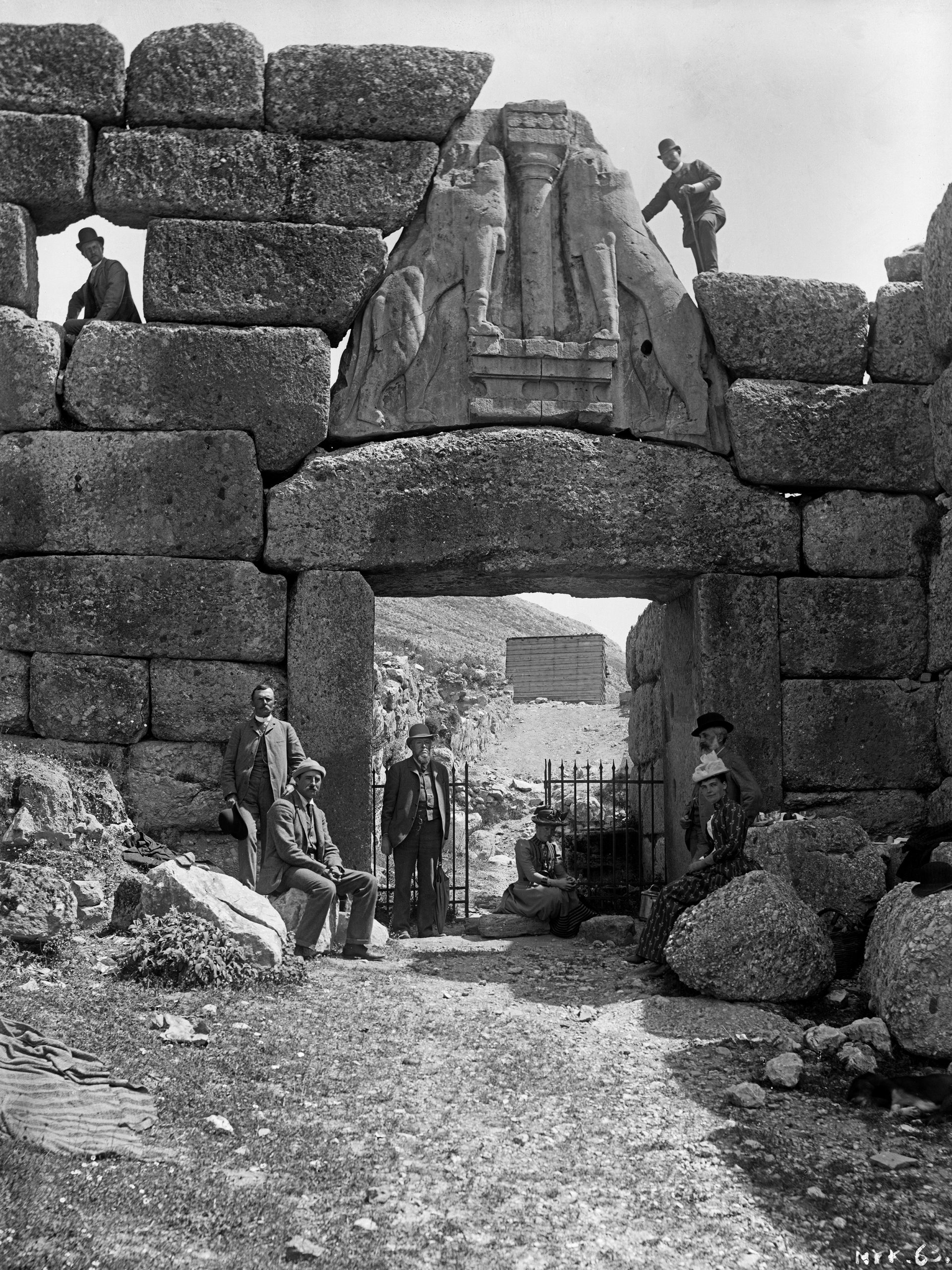
Wilhelm Dörpfeld och Heinrich Schliemann vid lejonporten i Mykene (omkring 1885).

Wilhelm Dörpfeld, född 26 december 1853 i Barmen, död 25 april 1940 i Lefkas, var en tysk arkitekt, som främst är känd för sina insatser inom den klassiska arkeologin. Han var son till Friedrich Wilhelm Dörpfeld. 
År 1877 blev han assistent vid utgrävningarna av Olympia under Richard Bohn, Friedrich Adler och Ernst Curtius. År 1882 anslöt han sig till Heinrich Schliemann, som då höll på att gräva ut Troja. Han fortsatte att arbeta med Schliemann i Tiryns (1884–1885), deltog i utgrävningarna på Akropolis (1885–1890), Pergamonutgrävningarna (1900–1913) med Alexander Conze, och i utgrävningarna av Atens agora 1931.
År 1896 grundade Dörpfeld Tyska skolan i Aten, vilken även uppkallades efter honom ("Dörpfeld Gymnasium"). Mellan 1887 och 1912 var han chef för det tyska arkeologiska institutet i Aten, innan han 1919 blev professor i arkeologi i Jena. Han dog 1940 och begravdes i Nydri, där han ansåg att Odysseus palats legat.
Dörpfeld betraktas som en pionjär när det gäller stratigrafisk utgrävning och precis grafisk dokumentation av arkeologiska projekt. Dörpfeld valdes in som ledamot av Kungliga Vetenskapsakademien 1906.
Bland hans skrifter märks Das griechische Theater (1896, tillsammans med Emil Reisch), Troja und Ilion (2 band, 1902) samt Alt-Ithaca (1927, 2 band).
|  | Wikisource har originalverk relaterade till Wilhelm Dörpfeld. |